# Dreamfall: The Longest Journey
A Dreamfall: The Longest Journey (Drømmefall: Den Lengste Reisen) egy számítógépes akció-kalandjáték, melyet a norvég Funcom készített 2006. áprilisában. A Dreamfall PC-n és Xboxon is megjelent. A játék a The Longest Journey folytatása, mely szintén teljes játék volt a magyar GameStar magazin 2007. novemberi számához.

## Történet
Az első rész eseményei után Starkban végbement az az esemény, melyet később Összeomlásnak (Collapse) neveztek el. Az Összeomlás után a starki emberek technikai szintje visszafejlődött, többé nem voltak képesek fénysebességgel utazni a világűrben, és lehetetlenné vált az Anti-gravitációs technológiák használata. Az Összeomlás korában alakult meg az EYE (szem), az egész világot felügyelő rendfenntartó szervezet, mely hivatásának érzi hogy mindenkin „rajta tartsa a szemét”. Arcadiában is rabiga alá került Marcuria népe. A Tyren-hordát az Azadi Birodalom szisztematikusan kiirtotta, de a „felszabadításért cserébe” uralmuk alá hajtották Marcuriát és környékét, betiltották a mágia használatát és a varázslókat gettókban különítették el. A Vanguard is hasonló célokat akart megvalósítani Arcadiában, de a szervezet jelenlegi helyzetére nem derült fény, feltehetően feloszlott. Az első és a második rész eseményei között tíz év telt el. A Dreamfall eseményei 2219-ben játszódnak.
A Dreamfall a húszéves Zoë Castillo szemszögéből meséli el a történetet. Zoë egy Casablanca nevű városban él Stark földjén. Édesapja egy szinte állandóan utazgató üzletember, így Zoë a napjait egyedül tölti. Az egyetemről kibukott, harcművészetet tanuló és néha összejöveteleket szervező lány élete teljesen megváltozik mikor az exszerelme, Reza – egy újságíró, akit Jericho álnéven ismernek – megkéri egy szívességre. Utána Reza rejtélyes körülmények között eltűnik, Zoë pedig közben üzeneteket kap a Hálózaton keresztül egy Faith nevű kislánytól. Faith April Ryan megtalálására, és megmentésére kéri Zoë-t. Zoë csak annyit tud hogy Rezát az "Alchera-terv"(Project Alchera) érdekelte, és hogy Newportban választ kaphat a kérdéseire.

## Játékmenet
Ellentétben az első résszel, a Dreamfall third-person shooter nézettel rendelkezik és már a hátterei is háromdimenziós megjelenítést kaptak. Kronológiai sorrendben három szereplőt kell irányítani benne (Brian Westhouse, Zoë Castillo, April Ryan és Kian Alvane). A logikai feladványok mellett most már lopakodó és harcjelenetek is helyet kaptak a játékban. A Dreamfall sokkal több átvezető animációt tartalmaz mint a The Longest Journey, így rövidebb is az elődjénél.

## Szereplők

### Zoë Castillo
Zoë a Dreamfall főhősnője, a történet javarészt az ő szemszögéből meséli el a cselekményt, és a játékos is Zoë-t irányítja legtöbbet. Zoë a napfényes Casablanca városban él édesapjával, a technika uralta Stark világában. Miután exbarátja, Reza megkéri őt hogy hozzon el egy csomagot egy Helena Chang nevű nőtől, Zoë észreveszi hogy Helenát fogságban tartják. Miután kiszabadította a nőt és elvitte a csomagot Reza lakására, egy hullát talál ott és az EYE (az egész világra kiterjedő bűnüldöző szervezet) rátalál a férfi lakásán, és letartóztatják. Kalandjai során Zoë átutazik a mágia uralta Arcadiába, megismeri April Ryant, és kideríti a japán WATI Corporation világuralmi törekvéseit. A további sorsa azonban tisztázatlan, a Dreamfall ugyanis sok szálat hagy nyitottan. Zoë a játékban Ellie Conrad Leigh hangján szólal meg.

### Gabriel Castillo
Gabriel Zoë édesapja, aki csak a játék elején és a legvégén bukkan fel. Gabriel Castillo Patrick Fitzsymons hangján szólal meg.

### Wonkers a Wattila
Wonkers Zoë intelligens plüss játéka, egy gorillaszerű állatka. Ő Zoë barátja, asszisztense és játszópajtása is. Wonkers Jack Angel hangján szólal meg.

### Olivia DeMarco
Olivia Zoë legjobb barátnője, aki egy számítástechnikai üzletet tart fent Casablancában. Olivia nagy szakértelemmel kezeli kora valamennyi elektronikus eszközét. Olivia Mary Healy hangján szólal meg.

### Reza Temiz
Reza Zoë exszerelme, és jó barátja. Reza egy újságíró, aki a "Jericho" álnevet használja. Reza eltűnése miatt döntött úgy Zoë hogy körbeutazza a világot hogy megtalálja. Reza eltűnése a játék cselekményének fő mozgatórugója. Reza Michael FizgGerald hangján szólal meg.

### Damien Cavanaugh
Damien a WATIcorp egyik dolgozója, aki részt vett a titkos „Alchera-terv” előkészítésében. Később Zoë szerelme lesz. Damien Victor Burke hangján szólal meg.

### Faith
Faith egy kislány, aki az Alchera-terv mellékterméke. Helena Chang felügyelete alatt teremtették, és ő Zoë állítólagos testvére. Egyes spekulációk szerint Helena Chang Zoë elveszett anyja, vagy legalábbis együtt dolgozott az anyjával, mert ismerős volt neki Gabriel Castillo neve. Faith Georgia Pearce hangján szólal meg.

### Helena Chang
Helena egy ázsiai tudós, aki megteremtette Faith-et, és kapcsolatban áll Rezával. Helena Iris Quinn hangján szólal meg.

### Chawan és Brynn
Chawan és Brynn April Ryan hűséges csatlósai. Előbbi a legöregebb, utóbbi pedig egy fiatalember, akit April megmentett az Azadi katonáktól. Brynn hálából szegődött April mellé. Chawannak Kwesi Ameyaw, Brynnek pedig Mathew Keenan kölcsöni a hangját.

### Na’ane
Na’ane egy varázsló, és April csatlósa. Kian Alvane azonban rajtaüt, és arra kényszeríti, hogy vezesse el a felkelők táborába. Akaratlanul Vamon parancsnok katonáit is odavezeti a táborhoz, akik hatalmas mészárlást rendeznek. Na’ane Hadeel Alwash hangján szólal meg.

### Kian Alvane
Kian a játék harmadik irányítható szereplője, aki egy megbecsült és erős Azadi-apostol. Megesküdött az életére, hogy szolgálni fogja az Azadik Hat Császárnőjét és az Istennőjüket. Kian Sadir szent városából utazott el Marcuriába, mint a Császárnők különleges ügynöke. Kian megveti azokat, akik lenézik a származása miatt, és felettesei között is akadnak haragosai. Kian Gavon O’Connor hangján szólal meg.

### Sahya
Sahya az Azadi Birodalom helytartója Marcuriában. Sahya Jade Yourell hangján szólal meg.

### Vamon
Vamon parancsnok a marcuriai Azadi-helyőrség vezetője, aki a játék végén megtámadja a felkelők táborát. Vamon Garrett Lombard hangján szólal meg.

### Alvin Peats
Alvin a játék főgonosza. Ő a WATIcorp megalapítója és az Alchera-terv kitalálója. Alvin kiborg lett, hogy folytathassa vállalata irányítását a színfalak mögül. Alvin Jonathan Dow hangján szólal meg.

### Samantha Gilmore
Samantha „Sam” Gilmore a WATIcorp névleges ügyvezető igazgatója. Samantha a játékban Maryke Hendrikse.hangján szólal meg.

### Az Ikrek
Az Ikrek két ikernővér, akik a WATIcorp végrehajtóiként bukkannak fel a játékban. Reza lakásán kis híján végeznek Zoë-val. A nevükre nem derült fény, még csak meg sem szólaltak a játék során.

### Próféta
A Próféta egy rejtélyes, csuklyás szereplő, kinek személyazonosságára nem derül fény, és csak egyszer tűnik fel a játékban. Ő volt az, aki inspirálta az Azadikat, hogy kolosszális méretű tornyot építsenek Marcuriában.

## Fogadtatás
A Dreamfallt a legtöbb esetben pozitív kritikákkal illették a kritikusok. Kiemelten dicsérték a cselekményt, a grafikát és a szinkronszínészek munkáját. Negatív kritikák is érték a játékot, többek közt a gyengén kidolgozott harcrendszer, a lopakodós részek és a játékidő rövidsége miatt. A GameSpy „kimagaslónak” nevezte a játékot. A GameSpot is „nagyszerűnek” tartotta. Az IGN azonban túlságosan is történetközpontúnak nevezte a játékot, és csalódottan írt a játékmenetről. A magyar GameStar magazin dicsérte a játékot a grafikájáért, és a történetéért, de megjegyezte hogy az irányítás néhol nehézkessé válik, és „nem elég interaktív”. A GameStar magazin 91%-ra értékelte. A PC GURU tesztje szerint pedig a „látványt leszámítva mindenben elmaradt az előző résztől”. A The Longest Journey rajongói nehezen barátkoztak meg Zoë Castillo magába forduló karakterével, és hiányolták April Ryan közvetlenségét a játékból. A Funcom 2006-os eladásai szerint a Dreamfall PC-s változata „elégségesen” szerepelt, az Xbox változat azonban az elvárásokon alul teljesített, melynek oka az Xbox hanyatlása és az Xbox360 elterjedése volt.

## Fordítás
- Ez a szócikk részben vagy egészben  a   Dreamfall: The Longest Journey című angol Wikipédia-szócikk fordításán alapul.  Az eredeti cikk szerkesztőit annak laptörténete sorolja fel. Ez a jelzés csupán a megfogalmazás eredetét és a szerzői jogokat jelzi, nem szolgál a cikkben szereplő információk forrásmegjelöléseként.